# Fraser Forster
Fraser Gerard Forster (Hexham, 17 maart 1988) is een Engels doelman in het betaald voetbal. Hij tekende in augustus 2014 bij Southampton, dat circa twaalf miljoen euro voor hem betaalde aan Celtic. Forster debuteerde in 2013 in het Engels voetbalelftal.

## Clubcarrière
Forster kwam samen met Tim Krul – een leeftijdsgenoot – op zeventienjarige leeftijd bij Newcastle United. Forster werd viermaal uitgeleend: eerst aan Stockport County en daarna aan Bristol Rovers. Gedurende het seizoen 2009/10 speelde hij 38 wedstrijden bij Norwich City. In 2010 werd hij voor één jaar uitgeleend aan Celtic. Op 17 augustus 2011 werd hij voor de tweede maal uitgeleend aan Celtic. Op 30 juni 2012 werd hij definitief vastgelegd. Hij tekende een vierjarig contract bij de Schotse club. Op 7 november 2012 toonde Forster zich in een Champions League-duel tegen FC Barcelona zo moeilijk te passeren, dat Spaanse media hem de bijnaam 'La Gran Muralla' (de grote muur) gaven.
Forster tekende in augustus 2014 een vierjarig contract bij Southampton, de nummer zeven van de Premier League in het voorgaande seizoen. Dat betaalde circa twaalf miljoen euro voor hem aan Celtic. In mei 2016 tekende hij bij tot medio 2021, nadat hij gedurende het 2015/16 maandenlang werd vervangen door reservedoelman Maarten Stekelenburg wegens een slepende knieblessure. Per 1 juli 2022 werd hij transfervrij overgenomen door Tottenham Hotspur.

## Clubstatistieken
| Seizoen         | Club               | Competitie           | Wed. | Goals |
| --------------- | ------------------ | -------------------- | ---- | ----- |
| 2007/08         | Newcastle United   | Premier League       | 0    | 0     |
| 2008/09         | → Stockport County | League One           | 5    | 0     |
| 2008/09         | → Bristol Rovers   | League One           | 4    | 0     |
| 2009/10         | → Norwich City     | League One           | 35   | 0     |
| 2010/11         | → Celtic           | Scottish Premiership | 36   | 0     |
| 2011/12         | → Celtic           | Scottish Premiership | 33   | 0     |
| 2012/13         | Celtic             | Scottish Premiership | 33   | 0     |
| 2013/14         | Celtic             | Scottish Premiership | 37   | 0     |
| 2014/15         | Southampton        | Premier League       | 30   | 0     |
| 2015/16         | Southampton        | Premier League       | 18   | 0     |
| 2016/17         | Southampton        | Premier League       | 38   | 0     |
| 2017/18         | Southampton        | Premier League       | 20   | 0     |
| 2018/19         | Southampton        | Premier League       | 1    | 0     |
| 2019/20         | → Celtic           | Scottish Premiership | 3    | 0     |
| Carrière totaal | Carrière totaal    | Carrière totaal      | 293  | 0     |

Bijgewerkt tot en met 21 september 2019

## Interlandcarrière
Op 4 oktober 2012 selecteerde bondscoach Roy Hodgson Forster voor de WK-kwalificatiewedstrijden tegen San Marino en Polen. Op 8 november 2012 zat hij opnieuw in de selectie voor het vriendschappelijk duel tegen Zweden. Hij was derde doelman na Joe Hart en John Ruddy. Uiteindelijk maakte hij zijn officiële debuut in de nationale A-ploeg op vrijdag 15 november 2013, toen Engeland op eigen veld met 2–0 verloor van Chili door twee treffers van Alexis Sánchez. Ook Adam Lallana maakte in die vriendschappelijke wedstrijd zijn debuut voor Engeland. Op 16 mei 2016 werd Forster opgenomen in de selectie van Engeland voor het Europees kampioenschap 2016, als tweede doelman achter Hart. Engeland werd in de achtste finale uitgeschakeld door IJsland (1–2) na doelpunten van Ragnar Sigurðsson en Kolbeinn Sigþórsson.
| Interlands van Fraser Forster voor Engeland | Interlands van Fraser Forster voor Engeland | Interlands van Fraser Forster voor Engeland | Interlands van Fraser Forster voor Engeland | Interlands van Fraser Forster voor Engeland | Interlands van Fraser Forster voor Engeland |
| №                                           | Datum                                       | Wedstrijd                                   | Uitslag                                     | Competitie                                  | Goals                                       |
| Als speler bij Celtic                       | Als speler bij Celtic                       | Als speler bij Celtic                       | Als speler bij Celtic                       | Als speler bij Celtic                       | Als speler bij Celtic                       |
| ------------------------------------------- | ------------------------------------------- | ------------------------------------------- | ------------------------------------------- | ------------------------------------------- | ------------------------------------------- |
| 1                                           | 15 november 2013                            | Engeland – Chili                            | 0 – 2                                       | Vriendschappelijk                           |                                             |
| 2                                           | 7 juni 2014                                 | Engeland – Honduras                         | 0 – 0                                       | Vriendschappelijk                           |                                             |
| Als speler bij Southampton                  |                                             |                                             |                                             |                                             |                                             |
| 3                                           | 18 november 2014                            | Schotland – Engeland                        | 1 – 3                                       | Vriendschappelijk                           |                                             |
| 4                                           | 26 maart 2016                               | Duitsland – Engeland                        | 2 – 3                                       | Vriendschappelijk                           |                                             |
| 5                                           | 29 maart 2016                               | Engeland – Nederland                        | 1 – 2                                       | Vriendschappelijk                           |                                             |
| 6                                           | 27 mei 2016                                 | Engeland – Australië                        | 2 – 1                                       | Vriendschappelijk                           |                                             |

Bijgewerkt op 27 juni 2016.

## Erelijst
| Competitie                       |              |                           |              |              |
| Competitie                       | Aantal       | Jaren                     |              |              |
| Norwich City                     | Norwich City | Norwich City              | Norwich City | Norwich City |
| -------------------------------- | ------------ | ------------------------- | ------------ | ------------ |
| Kampioen League One              | 1x           | 2009/10                   |              |              |
| Glasgow Rangers                  |              |                           |              |              |
| Kampioen Scottish Premier League | 3x           | 2011/12, 2012/13, 2013/14 |              |              |
| Scottish Cup                     | 2x           | 2010/11, 2012/13          |              |              |
| Tottenham Hotspur                |              |                           |              |              |
| UEFA Europa League               | 1x           | 2024/25                   |              |              |

1 Vicario ·
3 Reguilón ·
6 Drăgușin ·
7 Son  ·
8 Bissouma ·
9 Richarlison ·
10 Maddison ·
13 Udogie ·
14 Gray ·
15 Bergvall ·
16 Werner ·
17 Romero ·
18 Yang ·
19 Solanke ·
20 Forster ·
21 Kulusevski ·
22 Johnson ·
23 Porro ·
24 Spence ·
28 Odobert ·
29 Sarr ·
30 Bentancur ·
31 Kinský ·
33 Davies ·
37 Van de Ven ·
40 Austin ·
41 Whiteman ·
42 Lankshear ·
47 Moore ·
Coach: Postecoglou
· Assistent-trainer: Mason
· Assistent-trainer: Jedinak
1 Hart ·
2 Johnson ·
3 Baines ·
4 Gerrard  ·
5 Cahill ·
6 Jagielka ·
7 Wilshere ·
8 Lampard ·
9 Sturridge ·
10 Rooney ·
11 Welbeck ·
12 Smalling ·
13 Foster ·
14 Henderson ·
15 Oxlade-Chamberlain ·
16 Jones ·
17 Milner ·
18 Lambert ·
19 Sterling ·
20 Lallana ·
21 Barkley ·
22 Forster ·
23 Shaw ·
Coach: Hodgson
1 Hart ·
2 Walker ·
3 Rose ·
4 Milner ·
5 Cahill ·
6 Smalling ·
7 Sterling ·
8 Lallana ·
9 Kane ·
10 Rooney  ·
11 Vardy ·
12 Clyne ·
13 Forster ·
14 Henderson ·
15 Sturridge ·
16 Stones ·
17 Dier ·
18 Wilshere ·
19 Barkley ·
20 Alli ·
21 Bertrand ·
22 Rashford ·
23 Heaton ·
Coach: Hodgson